# Neuhückeswagen
Neuhückeswagen war bis 1921 eine eigenständige Landgemeinde im Kreis Lennep. Ursprünglich wurde die Gemeinde Landgemeinde Hückeswagen genannt. Das Gemeindegebiet erstreckte sich auf den ländlichen Außenbereich der heutigen Stadt Hückeswagen im Oberbergischen Kreis im Regierungsbezirk Köln in Nordrhein-Westfalen und auf südöstliche Teile der Großstadt Remscheid im Regierungsbezirk Düsseldorf.

## Geschichte
Bei Einführung von Verwaltungsstrukturen nach französischem Vorbild im Großherzogtum Berg wurde 1808 im Kanton Lennep des Arrondissements Elberfeld im Département Rhein auch die Mairie (Bürgermeisterei) Hückeswagen eingerichtet. Nachdem das Rheinland 1814 an Preußen gefallen war, wurde aus der Mairie die preußische Bürgermeisterei Hückeswagen, die 1816 zum neuen Kreis Lennep kam.
Die Bürgermeisterei Hückeswagen gliederte sich in die eigentliche Stadt Hückeswagen sowie die Landgemeinde Hückeswagen, die die Stadt ringförmig umschloss. Die Landgemeinde umfasste die sogenannte Außenbürgerschaft von Hückeswagen mit dem Gebiet von vier alten Honschaften, der Honschaft Berghausen, der Großen Honschaft, der Honschaft Herdingsfeld und der Honschaft Lüdorf.
Am 4. April 1859 erhielt die Stadt Hückeswagen die Rheinische Städteordnung. Die Bürgermeisterei Hückeswagen wurde aufgespalten in eine Stadtbürgermeisterei für die Stadt und die Bürgermeisterei Hückeswagen-Land für die Landgemeinde.
Etwa ab 1890 wurde der Name Neuhückeswagen für die Landbürgermeisterei bzw. die Landgemeinde verwendet.
Am 15. Februar 1920 wurde die Landgemeinde Neuhückeswagen in die Stadt Hückeswagen eingemeindet. Im Rahmen der Kommunalgebietsreformen in den 1970er Jahren wurde das Gebiet der alten Honschaft Lüdorf 1975 von Hückeswagen abgespalten und in Remscheid eingemeindet.

## Beschreibung
Das Gemeindelexikon für die Provinz Rheinland von 1897 gab für die Landgemeinde Neuhückeswagen eine Einwohnerzahl von 5.630 an (3.985 evangelischen, 1.449 katholischen und 196 sonstig christlichen Glaubens), die in 184 Wohnplätzen mit zusammen 678 Wohnhäuser und 1.086 Haushaltungen lebten. Die Fläche der Gemeinde betrug (5.832 ha). Die Ausgabe von 1909 gab für die Landgemeinde Neuhückeswagen eine Einwohnerzahl von 5.344 an (3.712 evangelischen, 1.418 katholischen, 213 sonstig christlichen Glaubens und einer jüdischen Glaubens), die in 652 Wohnhäuser und 1.041 Haushaltungen lebten.
Zu den Hofschaften und Wohnplätzen der Gemeinde zählten 1895 (zeitgenössische Schreibweise) Altenhof, Altenholte, Aue, Berbeck, Bergerhöhe, Bergerhof, Bochen, Bockhacken, Böckel, Born, Bornbach, Bornefeld, Braake, Braßhagen, Brechen, Bruch, Brücke, Brunsbach, Buchholz, Busche, Busenbach, Busenberg, Clouthshaus, Dierl, Dörpe, Dörpe, Dörperhöhe, Dörpersteeg, Dörpfeld, Dörpfelderhöhe, Dörpholz, Dörpmühle, Dreibäumen, Dürhagen, Eckenhausen, Elberhausen, Engelsburg, Engelshagen, Erlenstärtz, Felbeckerhammer, Fockenhausen, Forsten, Fröhlenhausen, Frohnhausen, Fürweg, Fuhr, Funkenhausen, Gillesbever, Girkenhausen, Goldenbergshammer, Groß Berghausen, Großeneichen, Groß Katern, Grünebirke, Grünenthal, Grünestraße, Hagelsiepen, Hagermühle, Hambüchen, Hammersteinsöge, Hangberg, Hangbergermühle, Hartkopsbever, Heide, Heidt, Heinhausen, Herweg, Heydt, Heydt, Höhe, Höhsiepen, Hülsenbusch, Hummeltenberg, Hummeltenbergermühle, Junkernbusch, Käfernberg, Kaisersbusch, Kaltenborn, Kammerforsterhöhe, Karlsruhe, Karrenstein, Kirschsiepen, Klein Berghausen, Kleineneicken, Kleinenscheidt, Klein Höhfeld, Klein Katern, Knefelsberg, Kobeshofen, Kormannshausen, Kotthausen, Kräwinklerbrücke, Kretze, Kretze, Kurzfeld, Laake, Langenbusch, Langenfeld, Linde, Linde, Lüdorf, Maisdörpe, Marke, Mickenhagen, Mitberg, Mittelbeck, Mittel Hombrechen, Mühlenberg, Neuenherweg, Neuenholte, Neuenweg, Niederbeck, Nieder Burghof, Nieder Dahlhausen, Niederdorp, Nieder Feldbach, Nieder Hagelsiepen, Nieder Hombrechen, Nieder Langenberg, Nieder Winterhagen, Oberbeck, Ober Burghof, Oberdahlhausen, Oberdorp, Ober Dorperhöhe, Oberfeldbach, Ober Hombrechen, Oberlangenbach, Oberlangenberg, Ober Winterhagen, Odenholl, Odenhollermühle, Öge, Pixberg, Pixbergermühle, Pixwaag, Platzhausen, Pleuse, Posthäuschen, Purd, Rademachershof, Raspenhaus, Rasselstein, Rautzenberg, Reinshagenbever, Repslöh, Röttgen, Rotterdam, Scheideweg, Scheuer, Schnependahl, Schückhausen, Siepen, Siepersbever, Sohl, Sonnenschein, Spinnerei, Stahlschmidtsbrücke, Stammshäuschen, Steffenshagen, Steinberg, Stoote, Straßburg, Straßweg, Strucksfeld, Tannenbaum, Tefenthal, Ulemannssiepen, Vogelsholl, Vormwald, Voßhagen, Waag, Walkmühle, Warth, Wefelsen, Wegerhof, Westenbrücke, Westhofen, Westhoferhöhe, Wickesberg, Wiebach, Wiehagen, Wiehagerhöhe, Wüste und Zipshausen. Bis 1905 kam der Ort Ruhmeshalle hinzu.

## Einwohnerentwicklung
| Jahr | Einwohner | Quelle |
| ---- | --------- | ------ |
| 1816 | 3550      | [ 3 ]  |
| 1832 | 4193      | [ 3 ]  |
| 1862 | 6075      | [ 4 ]  |
| 1871 | 5936      | [ 5 ]  |
| 1885 | 6291      | [ 11 ] |
| 1895 | 5630      | [ 9 ]  |
| 1905 | 5344      | [ 10 ] |
| 1910 | 5380      | [ 12 ] |